# Natalie Saville
Natalie Saville (Sídney, 7 de septiembre de 1978) es una atleta australiana especializada en marcha atlética.
En el año 2004 acudió a los Juegos Olímpicos de Atenas de 2004 ocupando el puesto 36 en los 20 km.
Su mejor marca personal sobre la distancia de 20 km marcha es de 1h:31:34 (de 2004).
Es hermana de la también marchadora Jane Saville, olímpica y medallista en Atenas 2004, y cuñada del ciclista Matt White.